# 万鹏 (演员)
萬鵬（1996年8月20日—），女，汉族，中國内地演員。畢業於北京舞蹈學院2014級。

## 生平
万鹏于2014年起就读北京舞蹈學院古典舞专业。2017年，万鹏成为经纪公司壹心娱乐旗下“壹加壹”项目首批签约演员，非影视院校的她参加了一年的艺人职业化培训，于2018年8月正式出道。2018年11月，其主演的首部电视剧《人不彪悍枉少年》播出。

## 影视作品

### 电视剧
| 首播年份 | 剧名                | 角色       | 備註             |
| 2018年   | 《人不彪悍枉少年》  | 楊夕       | 網路劇           |
| 2019年   | 《外星女生柴小七》  | 柴小七     | 網路劇           |
| 2019年   | 《绅探》            | 罗非妹妹   | 特别出演，網路劇 |
| 2019年   | 《極速救援》        | 魏小青     | 特別出演         |
| 2020年   | 《初戀了那麼多年》  | 熊伊凡     | 網路劇           |
| 2020年   | 《谢谢让我遇见你》  | 夏芮       | 網路劇           |
| 2021年   | 《白玉思无瑕》      | 水无瑕     | 網路劇           |
| 2021年   | 《理想照耀中国》    | 陆星辰     | 單元《望星空》   |
| 2021年   | 《原来我很爱你》    | 桑無焉     | 網路劇           |
| 2022年   | 《没有工作的一年》  | （小）何雨 |                  |
| 2022年   | 《外星女生柴小七2》 | 柴小七     | 網路劇           |
| 2022年   | 《我们这十年》      | 林蓓蓓     | 單元《唐宫夜宴》 |
| 2023年   | 《消失的十一层》    | 盛莉娅     | 網路劇           |
| 2024年   | 《祈今朝》          | 洛昭言     |                  |
| 2024年   | 《春色寄情人》      | 王西夏     |                  |
| 2025年   | 《亲爱的仇敌》      | 鍾傾城     | 網路劇           |
| 待播中   | 《偷走他的心》      | 路知意     |                  |
| 待播中   | 《许我耀眼》        | 乔琳       |                  |
| 待播中   | 《江湖夜雨十年灯》  | 蔡平殊     | 網絡劇           |
| 待播中   | 《藏锋》            | 柏佳妮     | 網絡劇           |
| 待播中   | 《万古最强宗》      | 陆芊芊     | 網絡劇           |

### 綜藝節目
| 播出时间 | 节目名称     | 簡介  |
| 2023年   | 《来者何人》 | [ 4 ] |

## 獎項
| 年份   | 頒獎典禮                     | 獎項               | 作品               | 結果 |
| 2019年 | 2018第四屆中國新文娛年度盛典 | 最佳新星           | 《人不彪悍枉少年》 | 獲獎 |
| 2019年 | 第七屆中國網絡視聽大會       | 年度優秀女演員     | 《人不彪悍枉少年》 | 獲獎 |
| 2019年 | 騰訊視頻星光大賞             | 年度潛力電視劇演員 | 《外星女生柴小七》 | 獲獎 |

## 外部連結
- 万鹏的新浪微博
- 万鹏的Instagram帳戶